# Téléphérique de Gibraltar
Le téléphérique de Gibraltar est un téléphérique britannique entre Main Street et le deuxième plus haut sommet du rocher de Gibraltar, à Gibraltar. Ouvert en 1966, il met six minutes à atteindre sa station supérieure, à 412 mètres d'altitude.